# Cyrtonus eumolpus
Cyrtonus eumolpus es una especie de insecto coleóptero de la familia Chrysomelidae.
Fue descrita científicamente en 1850 por Fairmaire.